# Šesnaesterac
Šesnaesterac ili kazneni prostor je prostor u nogometu koji je za samo odvijanje igre nemjerljivo važan i multifunkcionalan. Pravokutnog je oblika i ulazi u teren 16,46 metara (18 jardi) sa svake strane gola pod pravim kutom. Unutar šesnaesterca se nalazi kaznena ili bijela točka koja je od sredine gola i gol-linije udaljena 11 metara (12 jardi). Kazneni luk se spaja sa šesnaestercem i osigurava da nijedan igrač ne prilazi bliže od 9,15 metara (10 jardi) tijekom izvođenja jedanaesterca. Inače se kazneni luk ne smatra dijelom šesnaesterca.
U samim nogometnim početcima šesnaesterac je za krajnje linije imao gol-liniju, dvije aut-linije i jednu poprečnu liniju koja ulazi u teren. No, ovakav format šesnaesterca je odbačen i sveden na današnje dimenzije 1901.

## Funkcije šesnaesterca
Prekršaji koji se kažnjavaju slobodnim udarcem, a napravljeni su u šesnaestercu, kažnjavaju se jedanaestercem. Ti prekršaji podrazumijevaju igranje rukom, saplitanje protivnika i sl. Jedanaesterci se izvode s kaznene točke.
Šesnaesterac ima još neke funkcije uključujući:
- vratara: to je mjesto u kojem vratari smiju igrati rukom;
- gol-aut: lopta nije u igri dok ne izađe izvan šesnaesterca (nijedan igrač ne smije dirati loptu dok ne izađe iz šesnaesterca;
- izvođenje jedanaesteraca: igrači koji ne izvode jedanaesterac moraju biti izvan šesnaesterca uključujući kazneni luk dok se jedanaesterac ne izvede.